# Kolumbianische Bischofskonferenz

Signet des Kolumbianischen Episkopats

Die Kolumbianische Bischofskonferenz (spanisch Conferencia Episcopal de Colombia, CEC) ist der Zusammenschluss der römisch-katholischen Bischöfe aller Diözesen Kolumbiens. Sie konstituierte sich im Jahr 1908 in Kolumbiens Hauptstadt Bogotá.
Neben den Diözesanbischöfen gehören der Bischofskonferenz die Koadjutoren, die Diözesanadministratoren und die Weihbischöfe an. Derzeit (Stand: August 2017) sind dies 120 Mitglieder aus den 14 kolumbianischen Kirchenprovinzen. Die Organisation ist mit ihrem Sekretariat in Bogotá im Stadtbezirk Barrios Unidos ansässig. Am 6. Juli 2021 wählten die kolumbianischen Bischöfe bei ihrer Julisitzung den Erzbischof von Bogotá, Luis José Rueda Aparicio, zu ihrem neuen Vorsitzenden.
Die erste kolumbianische Bischofskonferenz versammelte sich am 14. September 1908 in Bogotá. Bernardo Herrera Restrepo war ihr erster Vorsitzender bis zum Jahre 1928.

## Chronologie der Vorsitzenden
| Nr. | Präsident                        | Sitz                   | Dauer     |
| --- | -------------------------------- | ---------------------- | --------- |
| 1   | Bernardo Herrera Restrepo        | Bogotá                 | 1908–1928 |
| 2   | Ismael Perdomo Borrero           | Bogotá                 | 1928–1950 |
| 3   | Crisanto Luque Sánchez           | Bogotá                 | 1950–1959 |
| 4   | Luis Concha Córdoba              | Bogotá                 | 1959–1964 |
| 5   | Aníbal Muñoz Duque               | Nueva Pamplona, Bogotá | 1964–1972 |
| 6   | José de Jesús Pimiento Rodriguez | Garzón, Manizales      | 1972–1978 |
| 7   | Mario Revollo Bravo              | Nueva Pamplona         | 1978–1984 |
| 8   | Héctor Rueda Hernández           | Bucaramanga            | 1984–1987 |
| 9   | Alfonso López Trujillo           | Medellín               | 1987–1990 |
| 10  | Pedro Rubiano Sáenz              | Cali, Bogotá           | 1990–1996 |
| 11  | Alberto Giraldo Jaramillo        | Popayán, Medellín      | 1996–2002 |
| 12  | Pedro Rubiano Sáenz              | Bogotá                 | 2002–2005 |
| 13  | Luis Augusto Castro Quiroga      | Tunja                  | 2005–2008 |
| 14  | Rubén Salazar Gómez              | Barranquilla, Bogotá   | 2008–2014 |
| 15  | Luis Augusto Castro Quiroga      | Tunja                  | 2014–2017 |
| 16  | Óscar Urbina Ortega              | Villavicencio          | 2017–2020 |
| 17  | Luis José Rueda Aparicio         | Bogotá                 | 2021–     |